# François Berléand
François Berléand (ur. 22 kwietnia 1952 w Paryżu) – francuski aktor. Jego ojciec był pochodzenia żydowsko-rosyjskiego, a matka francusko-katoliczką.
Laureat Cezara dla najlepszego aktora w roli drugoplanowej za występ jako Maxime Nassieff w komediodramacie Rodzinny interes (1999). Był nominowany do tej nagrody dla najlepszego aktora za rolę Jean-Louisa Broustala w komediodramacie Guillaume Caneta Mon idole (2002) i dla najlepszego aktora w roli drugoplanowej jako dyrektor Rachin w dramacie Pan od muzyki (2004).

## Filmografia

### Filmy
- 1982: Równowaga (La balance) jako inspektor Mondaine
- 1987: Do zobaczenia, chłopcy (Au revoir les enfants) jako ks. Michel
- 1988: Camille Claudel jako doktor Michaux
- 1989: Jeniec Europy (L’Otage de l’Europe) jako generał Montholon
- 1990: Milou w maju (Milou en mai) jako Daniel
- 1995: Przynęta (L’appât) jako inspektor Durieux
- 1996: Kapitan Conan (Capitaine Conan) jako komendant Bouvier
- 1996: Wielce skromny bohater (Un héros très discret) jako pan Jo
- 1999: Rodzinny interes (Ma petite entreprise) jako Maxime Nassieff
- 2002: Przeciwnik (L’Adversaire) jako Rémi
- 2002: Transporter (The Transporter) jako inspektor Tarconi
- 2004: Pan od muzyki (Les choristes) jako dyrektor Rachin
- 2004: Sny o potędze (Narco) jako Guy Bennet
- 2005: Transporter 2 jako inspektor Tarconi
- 2006: Nie mów nikomu (Ne le dis à personne) jako Eric Levkowitch
- 2008: Transporter 3 jako inspektor Tarconi
- 2008: Cash – pojedynek oszustów (Ca$h) jako François
- 2009: Koncert (Le Concert) jako dyrektor paryskiego Châtelet
- 2012: Szczęście nigdy nie przychodzi samo (Un bonheur n'arrive jamais seul) jako Alain Posche

### Seriale
- 2012–2014: Transporter jako inspektor Tarconi
- 2015: Gdzie jest mój agent? (Dix pour cent) w roli samego siebie